# Крелин, Юлий Зусманович
Юлий Зусманович Крелин (наст. фамилия Крейндлин; 15 мая 1929, Москва — 22 мая 2006, Тель-Авив) — русский писатель, по профессии врач-хирург.

## Биография
Родился в семье Зусмана Нисоновича Крейндлина (1898—1981) и Рахили Исаевны (Шаевны) Крейнгауз (1897—1985), уроженцев Климовичей. 
Окончил 2-й Московский медицинский институт (1954).

Мемориальная доска в корпусе №7 71-й больницы

Работал в 71-й городской больнице в Москве. 
Кандидат медицинских наук. Член Союза писателей СССР (1969). Работал в Комиссии по вопросам помилования при президенте России
Умер в Израиле.

## Семья
Был трижды женат. Дети живут в Израиле.
Племянница — Елена Леонидовна Крейндлина (род. 1962), генеральный директор театра «Гешер».

## Произведения
- Семь дней в неделю: Записки хирурга. — М., 1967.
- Старик подносит снаряды: Повести и рассказы. — М., 1970. — (Молодые писатели)
- От мира сего: Повесть и роман. — М., 1976.
- Переливание сил: Из жизни хирургов. — М., 1977.
- Письмо сыну: Рассказы о хирургах. — М., 1976.
- Суета: Повести. — М., 1987.
- Хочу, чтобы меня любили: Повесть и роман. — М., 1989.
- Хроника московской больницы. — М., 1991.
- Извивы памяти. — М., 2003. — ISBN 5-8159-0289-6
- Народ и место. Русский еврей и Израиль. — М., 2004[4][5].
- Итальянская Россия. — М., Гамма-Пресс, 2011 (посмертно).

## Награды
- Благодарность президента Российской Федерации (7 января 2002 года) — за активное участие в работе Комиссии по вопросам помилования при президенте Российской Федерации[6]

## Цитаты
- «К сожалению, любовь — редкий дар, её мало в мире. Бог не бессмысленно щедр. Как и вера, любовь не дарится свыше, она падает благодатью, если ты живешь соответственно»[4].

## Факты
- По повести Юлия Крелина «Хирург» в 1976 году был снят трёхсерийный художественный фильм «Дни хирурга Мишкина».